# Purmerend
Purmerend er en by og en kommune i Holland i provinsen Nordholland nær Amsterdam. Kommunen har 77.934 indbyggere.
Den middelstore by er berømt for at have et traditionelt komarked (hollandsk: "Koemarkt"). Byen blev givet byrettigheder i 1410, og den havde på et tidspunkt en borg kaldet Slot Purmersteyn.
Fra 1960'erne og frem er der sket store udvidelser i Purmerend. Disse udvidelser har tilføjet nye forstæder og givet hjem bl.a. til pendlere, der arbejder i Amsterdam. Udvidelserne fortsætter i dag. Den offentlige transport er primært fokuseret ind mod Amsterdam, og der er flere bus- og togforbindelser via Zaandam.

## Født i Purmerend
- Jan Stuyt (1868), arkitekt
- Pieter Oud (1886), finansminister og borgmester i Rotterdam
- Jacobus Oud (1890), arkitekt
- Mart Stam (1899), arkitekt, byplanlægger og stoledesigner
- Vincent van der Voort (1975), dartspiller

## Eksterne links
- Et kort over Purmerend Arkiveret 31. oktober 2007 hos  Wayback Machine

- Wikimedia Commons har flere filer relateret til Purmerend

52°31′N 4°58′Ø / 52.51°N 4.96°Ø